# Babuza
Babuza, ook Babusa, Favorlang, Favorlangsch, Jaborlang of Poavosa, is een Paiwanische taal die op het Aziatische eiland Taiwan wordt gesproken door een klein aantal mensen langs de west-centrale kust en in het binnenland, en rond de rivieren de Tatu en de Choshui (mondt uit in oostkust), ten zuiden van het Taroko Nationaal Park rond 24° N. Delen van de Bijbel zijn in het Babuza vertaald. De leeftijd van de jongste Babuzataligen ligt tegenwoordig rond de zestig jaar. De taal is dan ook vrijwel uitgestorven. Meer informatie is te verkrijgen aan de Academie van Taipei en de Universiteit van Tokio. De Taiwanees Li Jen-kui, een onderzoeker aan het Academia Sinica's Institute of History and Philology, maakte een Babuza-woordenboek. Daarnaast publiceerden ook Gilbertus Happart en W. H. Hedhurst een woordenboek, Dictionary of the Favorlang dialect of the Formosan language, uitgegeven bij Batavia in 1840.

## Classificatie
- Austronesische talen
  - Formosaanse talen
    - Paiwanische talen
      - Babuza